# Phleng Chat
Het Phleng Chat (Thai: เพลงชาติ) is het volkslied van Thailand. Het volkslied werd ingesteld op 10 december 1939. Het werd gecomponeerd door Peter Feit (zijn Thaise naam is: Phra Chen-Duriyang) (1883-1968). Hij was de zoon van een Duitse immigrant en de koninklijke adviseur voor muziek. De woorden bij de melodie zijn van Luang Saranupraphan.
Het lied moet niet verward worden met Phleng Sansasoen Phra Barami; de koningslofzang die voor 1939 als volkslied gold en nog steeds veel gehoord is.
| Thaise tekst                 | In Latijns alfabet                                |
| ประเทศไทยรวมเลือดเนื้อชาติเชื้อไทย | Pra thet thai ruam luead nu'a chat chu'a thai     |
| เป็นประชารัฐ ไผทของไทยทุกส่วน    | Pen pra cha rat pha thai kho'ng thai thuk suan    |
| อยู่ดำรงคงไว้ได้ทั้งมวล            | Yu dam rong khong wai dai thang muan              |
| ด้วยไทยล้วนหมาย รักสามัคคี        | Duay thai luan mai rak sa mak khi                 |
| ไทยนี้รักสงบ แต่ถึงรบไม่ขลาด       | Thai ni rak sa ngop tae thu'ng rop mai khlat      |
| เอกราชจะไม่ให้ใครข่มขี่           | Ek ka raj ja mai hai khrai khom khi               |
| สละเลือดทุกหยาดเป็นชาติพลี        | Sa la luead thuk yat pen chat p'hli               |
| เถลิงประเทศชาติไทยทวี มีชัย ชโย   | Tha loeng pra thet chat thai tha wi mi chai ch'yo |

Nederlandse vertaling
Thailand omarmt in zijn boezem alle mensen van Thais bloed
Elke centimeter van Thailand behoort aan de Thais
Het heeft lang zijn onafhankelijkheid bewaard
Omdat de Thais altijd verenigd zijn geweest
Het Thaise volk is vredelievend
Maar ze zijn geen lafaards in oorlogsvoering
Ze zullen het aan niemand toestaan om hen van hun onafhankelijkheid te beroven
Ze zullen ook niet lijden onder tirannie
Alle Thais zijn bereid om iedere druppel van hun bloed te geven
Voor de veiligheid, vrijheid en vooruitgang van de natie.